# Mujeres en las fuerzas armadas

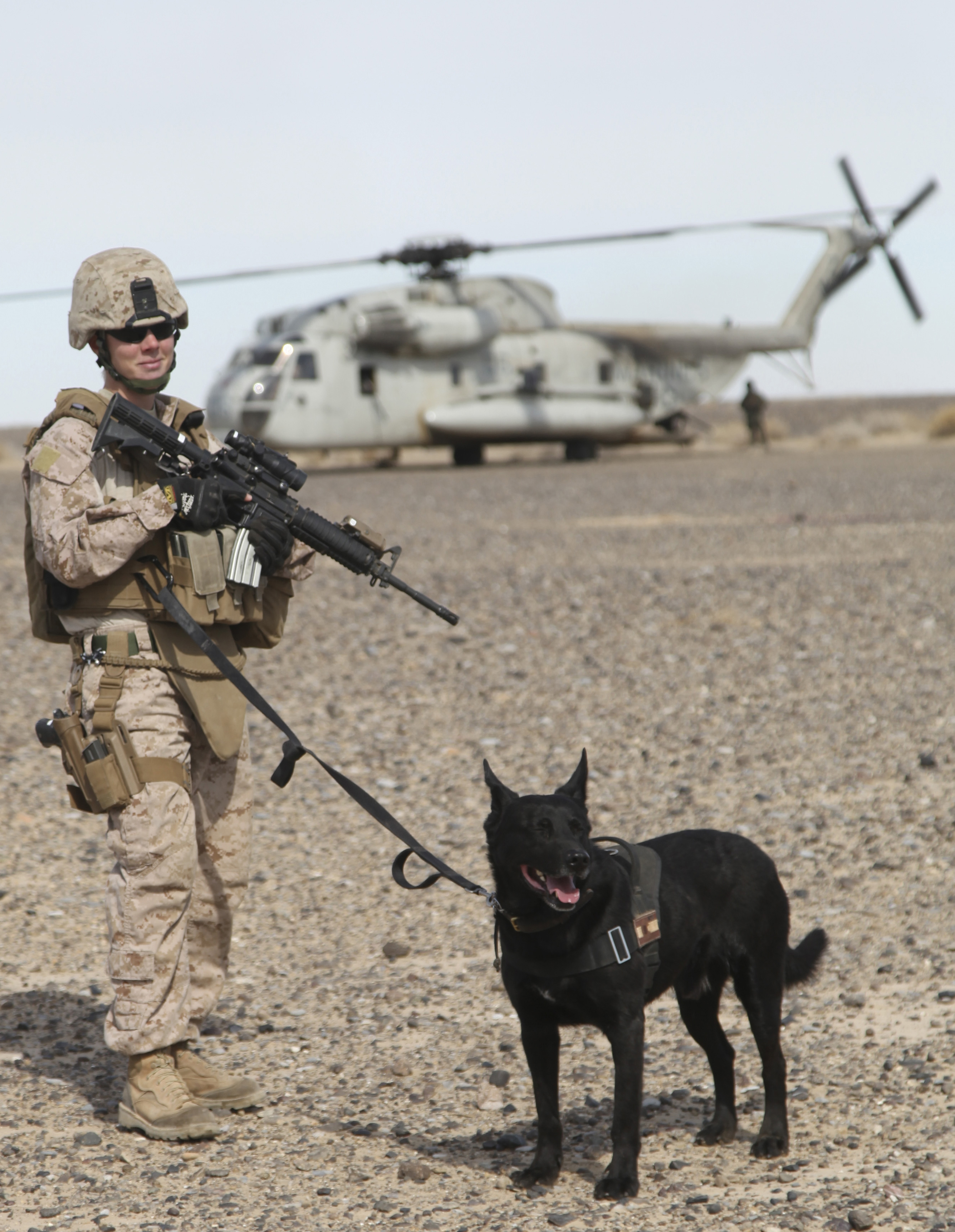
Marine estadounidense sirviendo en la Guerra contra el terrorismo.

La mujer ha servido en las fuerzas armadas en muchos roles diferentes a lo largo de la historia, actualmente, en los países desarrollados las mujeres están integradas en todas las ramas de las fuerzas armadas; como mecánicas, como oficiales de infantería y como mujeres piloto de la aviación militar.
El número de mujeres en el servicio militar ha aumentado significativamente desde 1914, con el inicio de la Primera Guerra Mundial quedó demostrado que excluir a la mujer del servicio activo era contraproducente. En los años 1970, la mayoría de los ejércitos comenzaron a integrarlas en todas sus ramas y grados militares.
El reto actual es romper el techo de cristal y lograr que las mujeres ocupen los puestos más altos de la cadena de mando, los puestos de almirante y general.

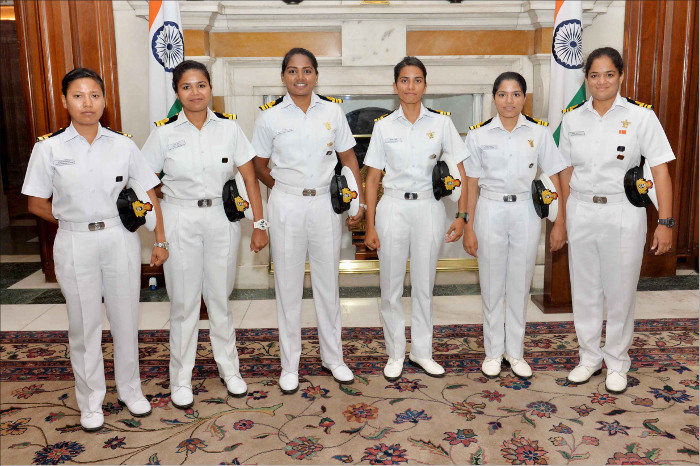
Oficiales de la Armada India.

## sigloXX

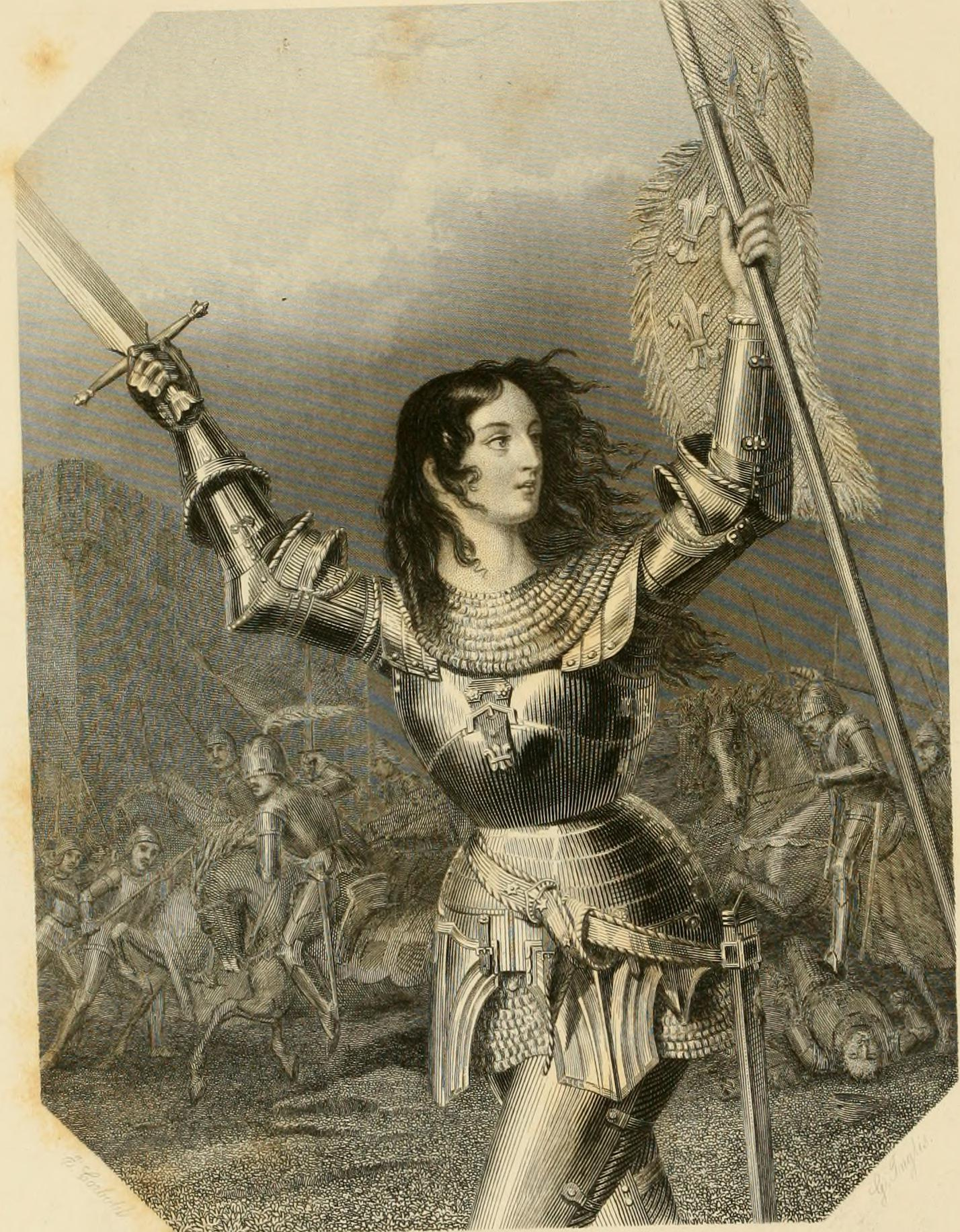
Juana de Arco fue la militar más importante de la historia.

Durante la Primera Guerra Mundial, en los Estados Unidos las mujeres civiles organizaron colectas de fondos, otras fueron reclutadas para ocupar tareas de mantenimiento en los cuarteles y algunas enfermeras sirvieron en el frente. Loretta Walsh se convirtió en la primera mujer en alistarse oficialmente.
Rusia fue la única nación que desplegó tropas femeninas en números sustanciales. Las más famosas fueron un contingente de caballería ligera del frente en un regimiento cosaco al mando de una coronel, Alexandra Kudasheva. Otros incluyeron a María Bochkariova, quien fue condecorada tres veces y promovida al rango de suboficial mayor, mientras que The New York Times informó que un grupo de doce colegialas de Moscú se habían alistado juntas disfrazadas de hombres jóvenes. En la posterior guerra civil rusa, lucharon tanto para los bolcheviques como para el ejército Blanco.
En Serbia algunas mujeres desempeñaron papeles militares clave. La médica británica Elsie Inglis coordinó una retirada de aproximadamente 8.000 soldados a través de Rumania y la Rusia revolucionaria, hasta Escandinavia y finalmente en barcos de transporte de regreso al Reino Unido. Milunka Savić se alistó en el ejército en lugar de su hermano y luchó durante toda la guerra, convirtiéndose posiblemente en la mujer más condecorada de la historia militar.
En la Guerra civil finlandesa, más de 2.000 mujeres lucharon en la Guardia Roja femenina.
Durante la guerra civil española, miles de mujeres lucharon en unidades mixtas de combate y retaguardia o como parte de milicias.

### Segunda Guerra Mundial

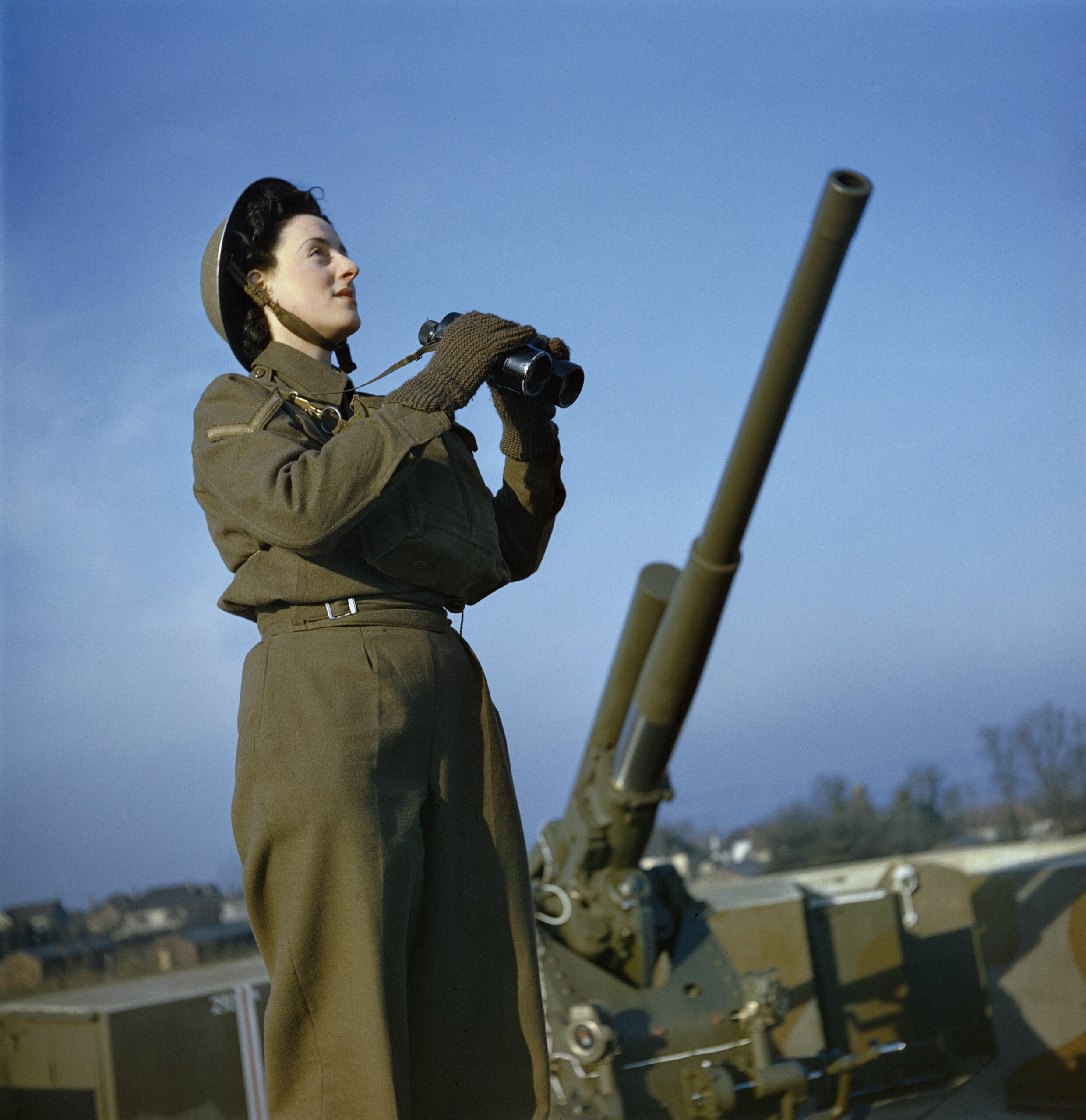
Soldado antiaérea británica durante la SGM.

Todas las principales naciones participantes en la Segunda Guerra Mundial reclutaron mujeres y la mayoría sirvió como enfermeras, tareas administrativas o de apoyo. Más de 500.000 mujeres tenían papeles de combate en unidades antiaéreas en Alemania y Reino Unido, así como unidades de primera línea en la Unión Soviética.
En 1942 el Ejército Nacional Indio estableció el regimiento Lakshmibai, exclusivo de mujeres y el primero de su tipo en Asia. Se estima que sirvieron más de 1.000 soldados.

#### Reino Unido
En 1938 los británicos establecieron servicios uniformados para mujeres; la princesa Isabel II del Reino Unido fue mecánica del ejército. A finales de 1941 enviaron a la mayoría a fábricas y otras al Servicio Territorial Auxiliar (ATS) del ejército, aunque recibieron solo dos tercios del salario masculino.
Las mujeres del Comando Antiaéreo, unas 56.000 en 1943, destacaron por el manejo de cañones contra la Luftwaffe y los misiles Fieseler Fi 103. La hija del primer ministro Winston Churchill estaba allí, dijo que cualquiera que salvara 40.000 hombres había obtenido el equivalente a una victoria y que matar al enemigo se consideraba demasiado masculino. La primera caída del Comando ocurrió en abril de 1942.

#### Alemania
El Tercer Reich tuvo funciones similares para mujeres. Las SS–Helferinnen habían recibido alto entrenamiento militar y sirvieron en unidades auxiliares del Heer, la Kriegsmarine y la Luftwaffe.

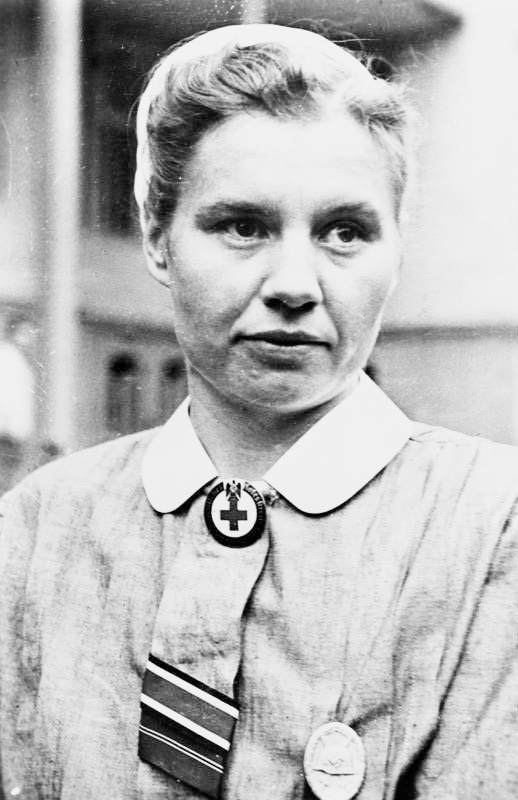
Segunda mujer en ganar la Cruz de Hierro, la enfermera Elfriede Wnuk.

En 1944 aproximadamente 500.000 eran auxiliares uniformadas voluntarias de la Wehrmacht y 400.000 enfermeras servían. Para 1945 las mujeres alemanas  ocupaban el 85% de los puestos administrativos, comunicaciones, contables y fábricas.
Casi 30 enfermeras fueron condecoradas con la Cruz de Hierro por su heroísmo bajo fuego. Las «enfermeras marrones» se vieron obligadas a mirar hacia otro lado mientras sus pacientes incapacitados eran asesinados por criminales de guerra, ya que cientos de mujeres trabajaron en los campos de concentración y la mayoría en Ravensbrück.

### Guerra de Vietnam
Aunque existen relativamente pocos datos oficiales sobre las veteranas de la guerra de Vietnam, la Fundación Conmemorativa de las Mujeres de Vietnam estima que aproximadamente 11.000 mujeres estadounidenses sirvieron. Casi el 90 % fueron enfermeras y el resto otros puestos: controladoras del tráfico aéreo, empleadas militares, médicas y oficiales de inteligencia.

### Guerra del Golfo
En 1991 unas 40.000 militares estadounidenses fueron desplegadas durante las operaciones de la guerra del Golfo; sin embargo, ninguna mujer sirvió en combate. Una política promulgada en 1994 prohibió a las mujeres ser asignadas a unidades de combate por debajo del nivel de brigada.

## sigloXXI

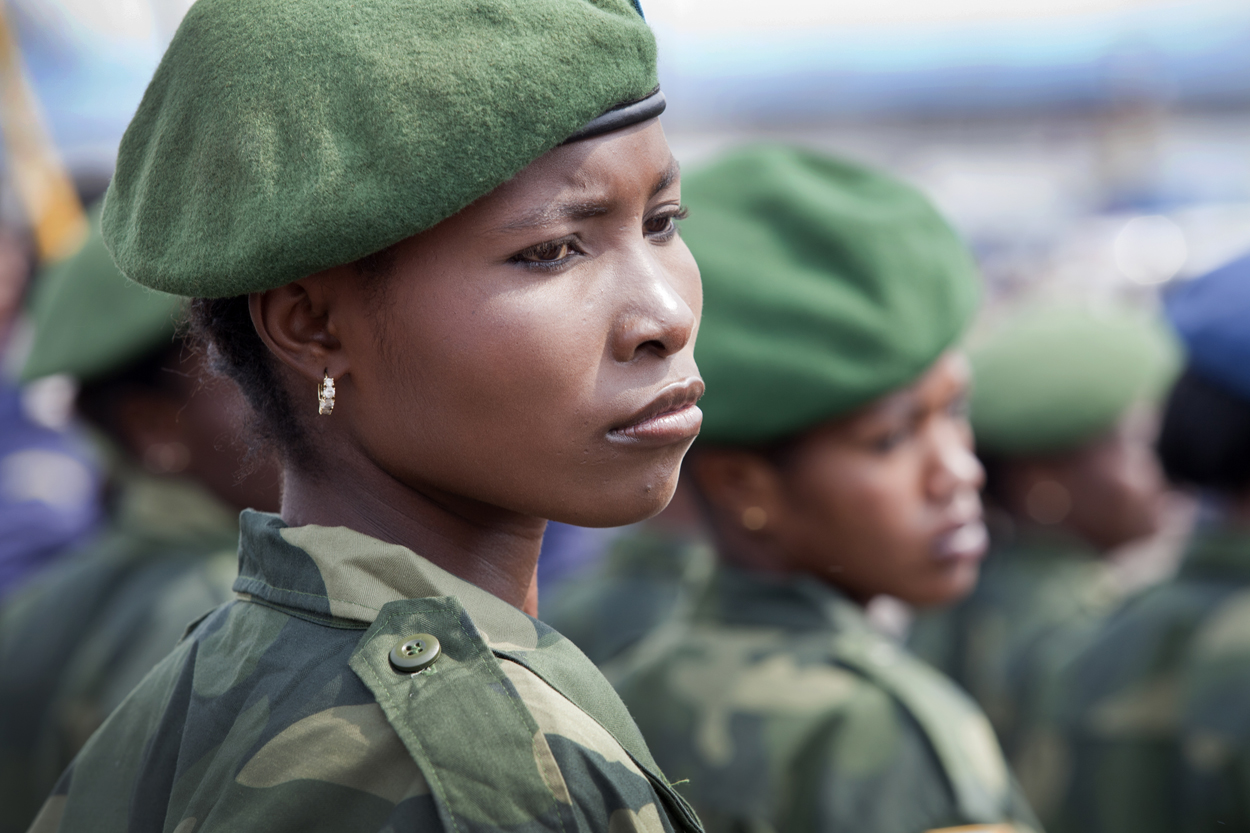
Soldados de la República Democrática del Congo.

En 2006 ocho países con servicio militar (China, Corea del Norte, Eritrea, Israel, Libia, Malasia, Perú y Taiwán) las reclutaban. En 2013 Noruega se convirtió en el primer miembro de la OTAN en reclutarlas. En 2017 la vecina Suecia siguió su ejemplo y en 2018 los Países Bajos se unieron a esta alineación.
Algunos otros países tienen leyes que permiten el reclutamiento de mujeres en sus fuerzas armadas, pero con diferencias; como exenciones de servicio, duración de este y más. Al considerar los hechos anteriores, en 2021 Nigeria desplegó 300 soldados para asegurar la ruta Kaduna-Abuya.
La proporción de mujeres militares varía internacionalmente; por ejemplo, es aproximadamente 3% en India, 10% en el Reino Unido, 15% en Francia, 15% en Suecia, 16% en los Estados Unidos, 15.3% en Canadá y 27% en Sudáfrica. Si bien mundialmente un porcentaje marginal de mujeres se inscribe al servicio militar, las estimaciones cumplen las predicciones de 1980: el personal militar femenino de un país será superior al 10%.

### Sexismo

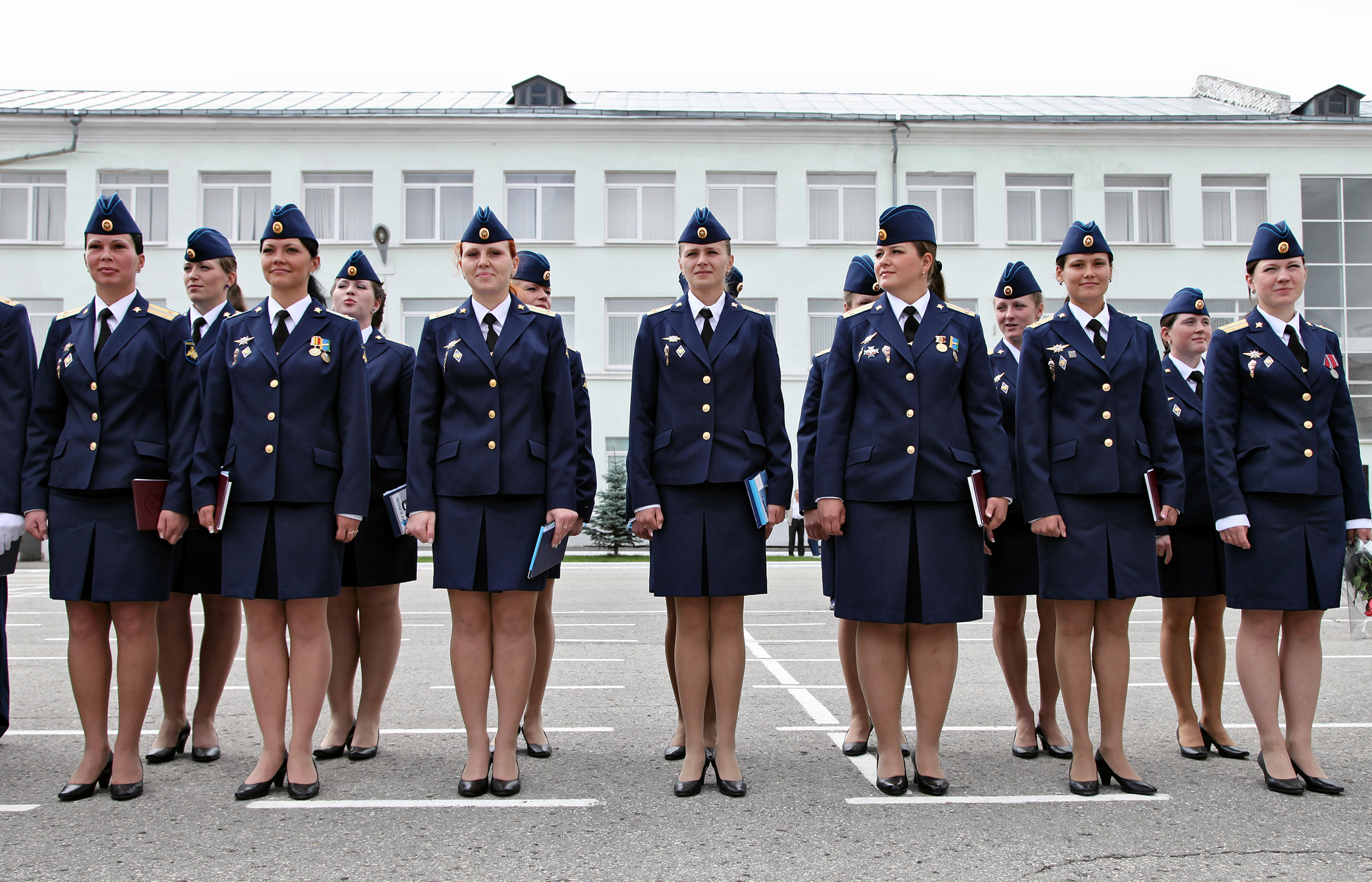
Pilotos de la Fuerza Aérea de Rusia formadas durante un desfile, 2013.

Muchas fuerzas armadas que reclutan mujeres continúan prohibiéndoles roles de combate en espacios cerrados, debido a que esto las requeriría combatir en la primera línea. Esta práctica preserva la dominación masculina y al limitar la entrada femenina, los ejércitos han mantenido su masculinidad brutal característica.
En comparación con el personal masculino y las mujeres civiles, el personal femenino se enfrenta a riesgos sustancialmente mayores de acoso sexual y violencia sexual, según investigaciones británicas, canadienses y estadounidenses. No solo las mujeres han quedado desprotegidas, sino que la principal causa de TEPT que experimentan las mujeres se identifica como trauma sexual militar (MST). La experiencia masculina del TEPT deriva de la del trauma de combate.

## Cuestiones físicas, sociales y culturales

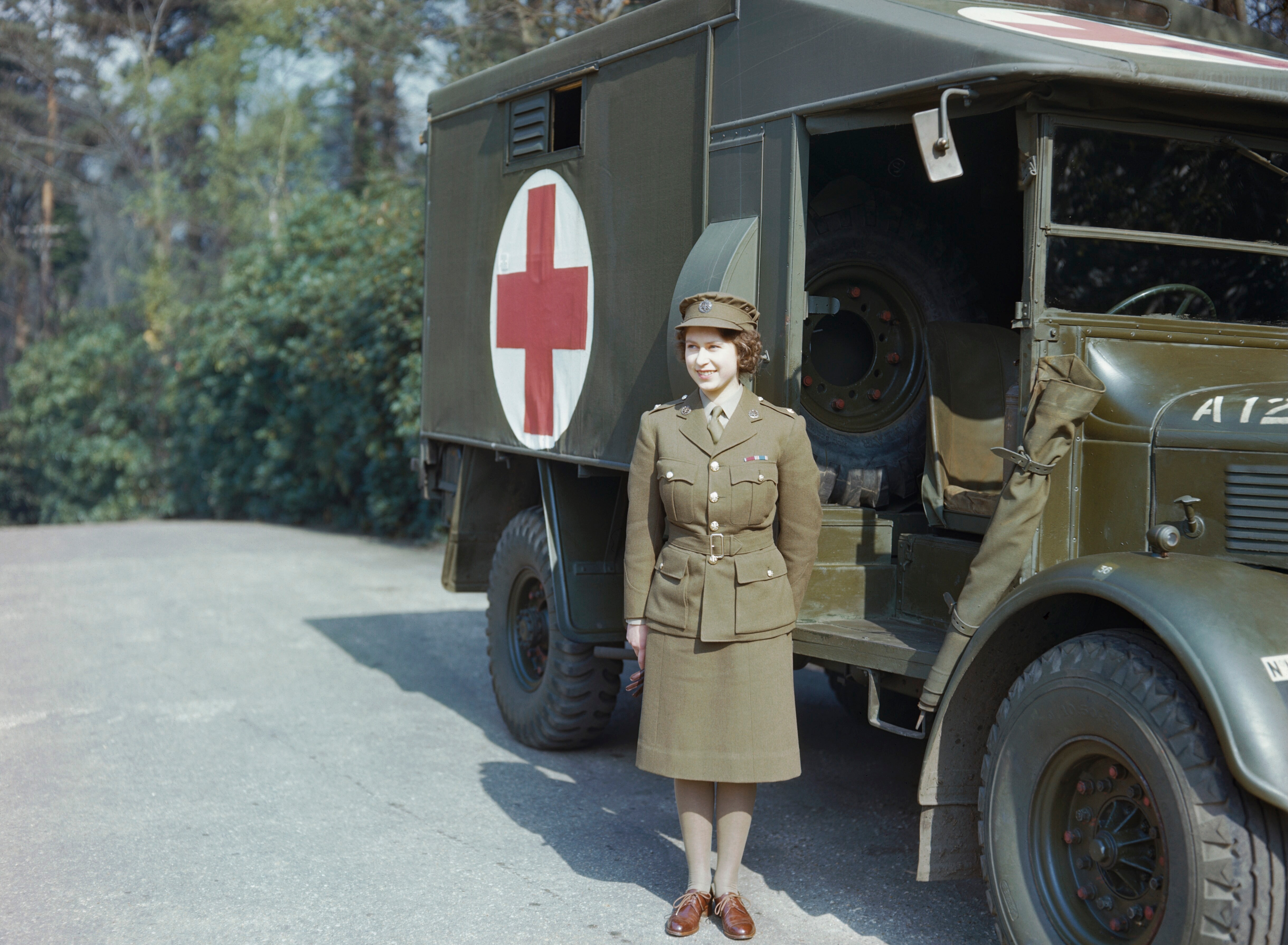
La reina Isabel II del Reino Unido sirviendo en el ejército durante la Segunda Guerra Mundial.

Un estudio realizado en 2015 por el Cuerpo de Marines de los Estados Unidos informó: las mujeres resultaron significativamente heridas dos veces más a menudo que los hombres, menos precisas con armas de infantería y no tan buenas para rescatar a las tropas heridas del campo de batalla.
El estudio evaluó un experimento de nueve meses en el campamento Lejeune, Carolina del Norte y Twentynine Palms en California. Aproximadamente 400 marines, incluyendo 100 mujeres, se ofrecieron como voluntarios para participar.
Los escuadrones, equipos y tripulaciones masculinos demostraron un mejor desempeño en 93 de las 134 tareas evaluadas (69 %) que las unidades mixtas. Las unidades masculinas eran más rápidas mientras completaban movimientos tácticos en situaciones de combate, especialmente en unidades con grandes armas, como ametralladoras pesadas y morteros. Los escuadrones de infantería masculinos tenían una mejor precisión que los escuadrones mixtos, con una diferencia notable entre los géneros para cada sistema de armas individual, utilizado por las unidades de fusileros de infantería. Se evaluaron la carabina M4, el fusil automático de infantería M27 y el lanzagranadas de un solo disparo M203.
Los varones que no habían recibido entrenamiento de infantería eran más precisos, que las mujeres que lo habían tenido. Al retirar a las tropas heridas del campo de batalla, se encontraron diferencias notables en los tiempos de ejecución entre los grupos exclusivamente masculinos y los de género integrado.
La cohesión de las unidades fue menor en las unidades masculinas que en las mixtas. Muchas marines informaron que la forma en que son vistas por los soldados varones a menudo es perjudicial para su participación. Por ejemplo, las soldados a menudo son etiquetadas como "lesbiana o una puta". Para evitar tales etiquetas, las mujeres tienen que pasar tiempo con sus compañeros soldados estratégicamente, sin pasar demasiado tiempo con ninguno de ellos. Este enfoque a menudo tiene un efecto aislante. En varios casos, las mujeres fueron consideradas menos hábiles que los soldados varones, por lo que no se les dio oportunidad de completar tareas para las que estaban calificadas.

### Contraterrorismo
Según el teniente coronel Dave Grossman, autor de On Killing: The Psychological Cost of Learning to Kill in War and Society, los soldados israelíes reaccionaron con una protección y agresión incontrolables después de ver a una compañera herida. Mientras que los militares islámicos nunca se rindieron a las mujeres, prefiriendo morir a ser tomados prisioneros.
Estados Unidos informó que los hombres civiles afganos e iraquíes a menudo desobedecían y no se sentían intimidados por las soldados. Sin embargo, los niños y las mujeres civiles preferían hablar con las soldados que con los soldados.

## Desarrollo por países

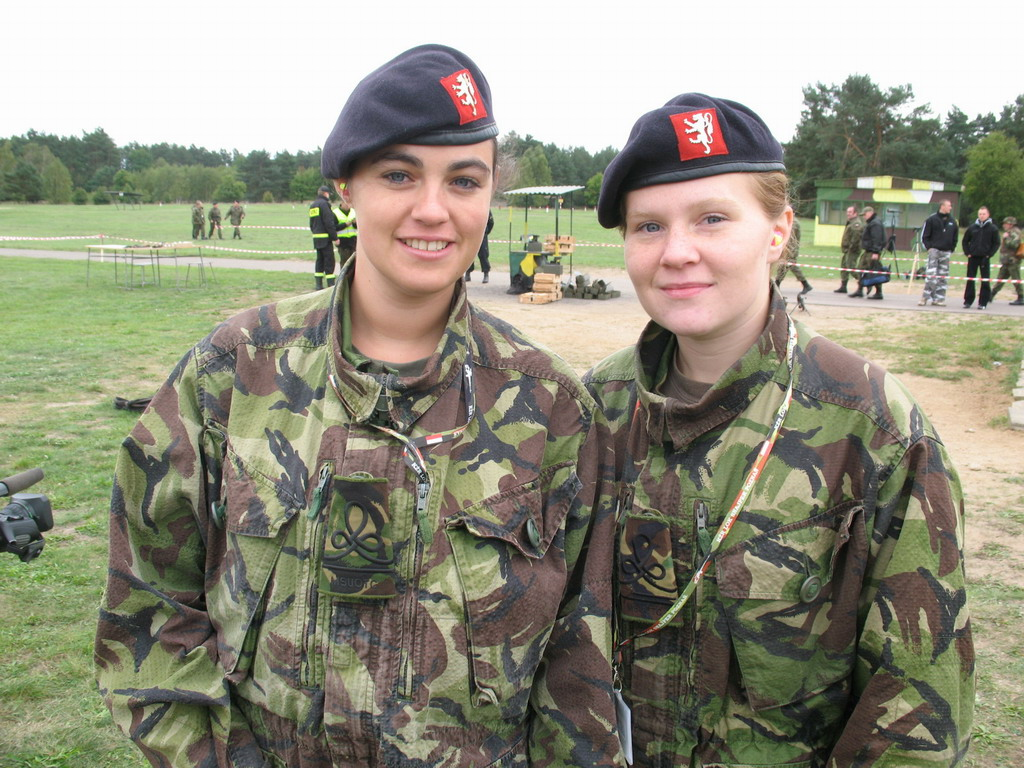
Soldados polacas.

### Argentina
Según un informe del Ministerio de Defensa de la Nación realizado en 2010, el 12 % de los miembros de las Fuerzas Armadas argentinas son mujeres.

### Estados Unidos
Una ley de 1948 las convirtió en una parte permanente de los servicios militares. En 1976 el primer grupo de mujeres fue admitido en la Academia Militar de los Estados Unidos. Aproximadamente el 16% de la promoción 2013 de West Point, fueron mujeres.

### Israel
El servicio militar obligatorio para mujeres, solteras y casadas sin hijos, inició en 1948. Inicialmente, las reclutas sirvieron como empleadas, conductoras, trabajadoras sociales, enfermeras, operadoras de radio, controladoras de vuelo, personal de artillería e instructoras. Los roles más allá del apoyo técnico y de secretaría comenzaron a abrirse a fines de los años 1970.
En 2000 la enmienda de igualdad a la Ley del servicio militar concedió igualdad de oportunidades en el ejército a las mujeres que se encontraban física y personalmente aptas para un trabajo. Las mujeres comenzaron a ingresar en apoyo de combate y roles de combate ligero en algunas áreas, incluido el Cuerpo de Artillería, unidades de infantería y divisiones blindadas. Se formaron algunos pelotones mixtos en la infantería ligera: Batallón Caracal.

## Acoso y agresión sexual
Un informe de 2009 llegó a la conclusión de que las militares tenían tres veces más probabilidades de ser violadas que las civiles y que las soldados en Irak tenían más probabilidades de ser atacadas por otro soldado que por un insurgente. En 1988 la primera encuesta militar sobre acoso sexual en los Estados Unidos encontró que el 64% de las mujeres militares habían sido sometidas a alguna forma. Las más afectadas fueron las nativas americanas, seguidas de las hispanas y las afroestadounidenses.
La senadora estadounidense Martha McSally, quien fue la primera mujer piloto de combate en su país, dijo durante una reunión del Senado sobre agresión sexual en el ejército; que fue violada por un oficial superior de la Fuerza Aérea. Dijo que nunca lo denunció porque mucha gente no confiaba en el sistema, se culpaba a sí misma, estaba avergonzada y confundida, pensaba que era fuerte pero se sentía impotente.

## Las mujeres a bordo de los submarinos

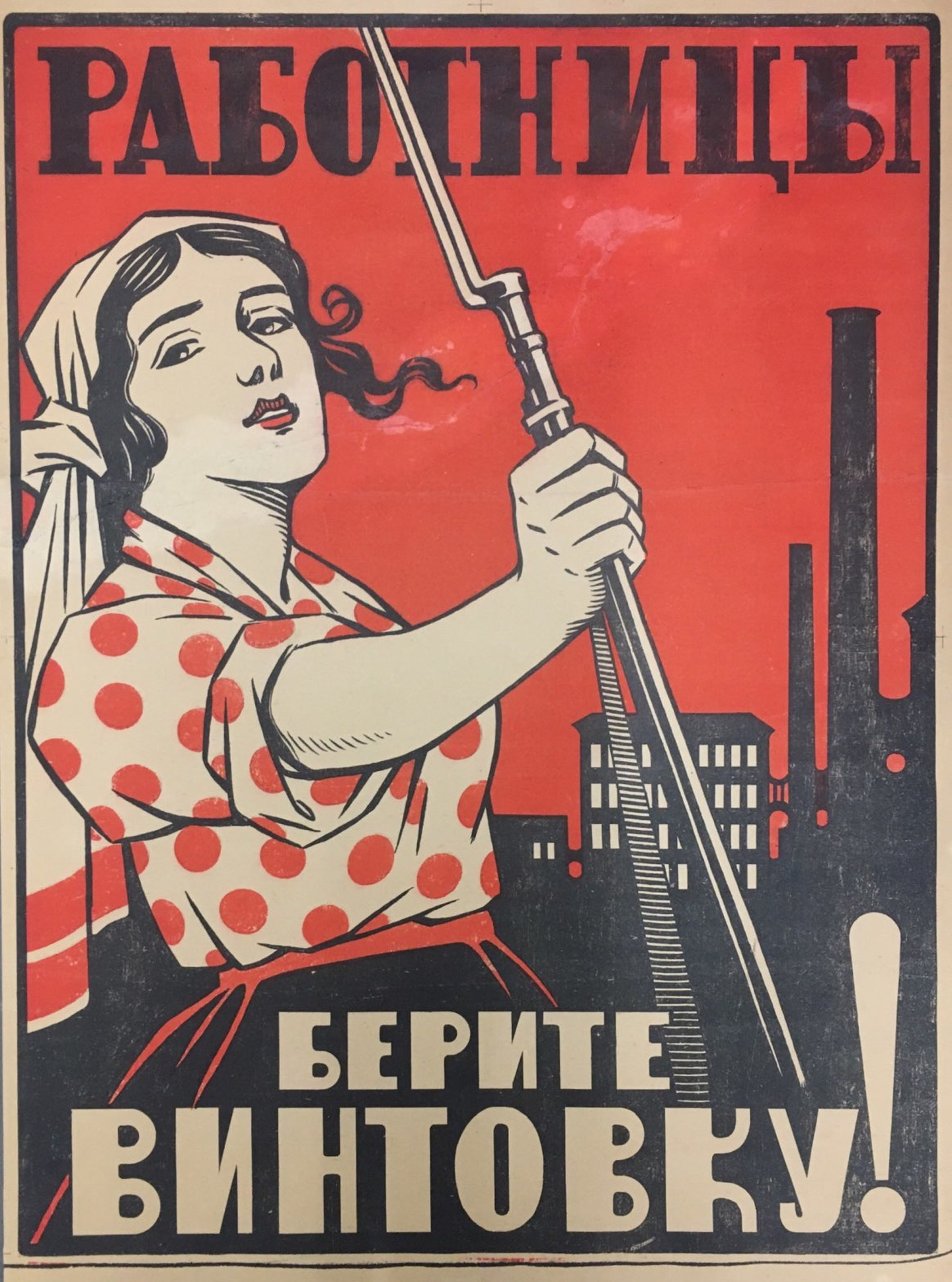
Cartel de los años de la guerra civil rusa.

En 1985 la Armada Real de Noruega fue la primera Armada en el mundo en permitir al personal femenino servir en los submarinos.
La primera mujer submarinista fue la comandante Solveig Krey a bordo de un submarino de la Clase Kobben, el 11 de septiembre de 1995.
La Real Armada de Dinamarca permitió que las mujeres sirvieran en los submarinos en 1988, la Armada de Suecia en 1989, seguida por la Armada Australiana en 1998, por la Armada de Canadá en el año 2000 y por la Armada de España.
El día 29 de abril de 2010, la Armada de los Estados Unidos permitió que las tripulantes mujeres puedan servir a bordo de los submarinos.
Anteriormente, algunas objeciones como la necesidad de instalaciones y alojamiento separados, junto con la estimación de que modificar los submarinos para acomodar a las tripulantes mujeres, costaría unos 300 000$ dólares USA por litera versus unos 4000$ dólares USA por litera a bordo de un portaaviones, dicha estimación había impedido el cambio. La Armada ha declarado que los nuevos submarinos son grandes, tienen un amplio espacio disponible y pueden acomodar a varios pasajeros a bordo sin ninguna modificación previa. Actualmente hay plazas disponibles para las mujeres candidatas cualificadas que quieren servir en la Armada. Las mujeres representan alrededor del 15% por ciento de marinos en el servicio activo, muchas de ellas tienen licenciaturas en ingeniería y ciencias.)En mayo de 2014, la Armada Real Británica  anunció que tres mujeres submarinistas se habían unido a la Armada Real.
El 15 de noviembre de 2017, la primera mujer submarinista argentina, la oficial Eliana Krawczyk, desapareció en el Océano Atlántico después de que la Armada Argentina perdiera el contacto con el submarino argentino ARA San Juan, después de un fallo en el sistema eléctrico del submarino, según se ha informado.Como uno más de los 44 miembros de la tripulación del buque "ARA San Juán" que perdió la vida en el mar, Krawczyk fue honrada por la numerosa comunidad judía del país sudamericano.
El 4 de julio de 2017, tras dos años de entrenamiento, cuatro reclutas mujeres subieron a bordo de un buque submarino francés como miembros de la tripulación.
La nueva generación de submarinos franceses ha sido diseñada para poder funcionar con una tripulación mixta de hombres y mujeres.
Se espera que las mujeres se puedan unir a las tripulaciones de los nuevos submarinos de la Armada Real de los Países Bajos, aunque para ello es necesario hacer algunas pequeñas reformas, como por ejemplo añadir puertas para las duchas y cambiar las cortinas de los camarotes.
En 2020, Risa Takenouchi se convirtió en la primera mujer estudiante en alistarse en la Fuerza Marítima de Autodefensa de Japón (JMSDF) en el centro de formación de submarinistas, después de que el gobierno japonés levantó la restricción para unirse a la Fuerza Marítima de Autodefensa para las mujeres submarinistas.

## Estudios académicos
Un estudio de 2008 encontró que las cadetes femeninas veían el entrenamiento militar como una oportunidad para ser fuertes, asertivas y hábiles, además de un escape de algunos de los aspectos negativos de la feminidad tradicional. Las cadetes también creían que el programa militar era ciego y neutral al género. El estudio afirma que las cadetes estaban hipervigilantes sobre su condición de mujeres que realizaban tareas tradicionalmente vistas como el trabajo de los hombres y a menudo sentían que tenían que demostrar constantemente que eran capaces.
84 % de las cadetes dijeron no querrían una carrera militar si interfiera con el matrimonio y la formación de una familia.
Un estudio de 2009 examinó las actitudes de los cadetes de West Point, los cadetes del Cuerpo de Entrenamiento de Oficiales de Reserva (ROTC) y los estudiantes no afiliados a militares de universidades civiles hacia una variedad de roles militares. Los cadetes aprobaban menos la asignación de mujeres a ciertos trabajos militares que otros.
En 2016 el 86% de las mujeres no pasaron la prueba de trabajos de combate de los Marines de los Estados Unidos y en 2018 solo dos mujeres completaron el curso de Oficial de Infantería de la Marina.

### Década actual
Un estudio noruego de 2021 asignó al azar hombres a escuadrones de género mixto y encontró: los hombres no se desempeñaron peor o se sintieron menos satisfechos con su servicio, ya sea durante el campo de entrenamiento o su posterior asignación militar. Además, los hombres en los equipos integrados desarrollaron actitudes más igualitarias.